# Francesc I Manfredi
Francesc I Manfredi va ser fill de'Alberget o Albergetí (Alberghetto o Albergettino), senyor de Brisighella, Quarneto i Baccagnano, un dels principals caps güelfs de la Romanya (mort a Imola el 23 d'abril de 1275). Per herència del pare va rebre les senyories de Brisighella, Quarneto i Baccagnano el 1275. Va ser senyor de Calamello, Cavina, Montemaggiore, Fornazzano i Valdifuso el 1309, de Marradi i Biforco el 1312, i d'Oriolo el 1313.
Va ser proclamat capità del poble de Faenza el 4 de gener de 1313 i d'Imola el 9 de novembre de 1314. Va assolir la senyoria sobirana de Faenza i d'Imola el 1319 i la va conservar fins al 1327 en què va ser enderrocat però va recuperar Faenza l'agost del 1340 fins al 1341. Va ser també senyor de Lugo el 1326, i senyor de Cerrone, Rontana, Pozzolo, Zattaglia, Vedreto, Collina, Pozzo, Cesate, Martignano, Solarolo i Gattaia fins al 1328. Va ser també patrici de Faenza.
Es va casar amb Rengarda Malatesta (morta ja el 1311), filla de Malatesta II Malatesta de Rimini i Concòrdia. Va morir a Faenza el 29 de maig de 1343. Tenia una germana anomenada Maddalena.
Va deixar nou fills, tres dels quals foren senyors sobirans: Alberget I Manfredi, Malatestí Manfredi i Ricard Manfredi. Els altres foren: Lisa, Caterina, Onestina, Margherita, Beltramo (aquest darrer natural, decapitat el 17 de gener de 1363 i que va deixar tres fills que foren patricis de Faenza: Pietro, Giovanni i Domenico) i Nascimbene (frare dominic, bisbe de Trivento el 22 de juliol de 1334, mort a Trivento el 1344).